# سوزانا لارسون
سوزانا لارسون (بالسويدية: Susanna Larsson)‏ هي باحثة سويدية، ولدت في 1979.

## وصلات خارجية
- الموقع الرسمي